# Microlicia formosa
Microlicia formosa är en tvåhjärtbladig växtart som beskrevs av Adelbert von Chamisso. Microlicia formosa ingår i släktet Microlicia och familjen Melastomataceae. Inga underarter finns listade i Catalogue of Life.